# Copa Intercontinental de fútbol sala femenino 2019
La Copa Intercontinental 2019 fue la primera edición de la Copa Intercontinental. El primer encuentro de la nueva competición de clubes se disputó en Navalcarnero, España el 8 de junio de 2019 y el partido de vuelta en Lages, Brasil el 23 de junio del mismo año.
Enfrentó al campeón de European Women’s Futsal Tournament 2018 ante el campeón de Copa Libertadores de Futsal Femenino 2018.

## Clubes clasificados
| Europa     |  | Futsi Atlético Navalcarnero |  | Campeón de la European Women’s Futsal Tournament (2018)   |
| Sudamérica |  | Leoas da Serra              |  | Campeón de la Copa Libertadores de Futsal Femenino (2018) |